# Santa Margarida de Bianya
Santa Margarida de Bianya és un nucli de població pertanyent al municipi de la Vall de Bianya (Garrotxa). És de caràcter disseminat, amb 77 habitants. L'origen del poble és l'església de Santa Margarida de Bianya, que es va constituir en parròquia. La parròquia fou incorporada a l'antic municipi de Capsec el 1857, municipi que més tard acabaria donant lloc a la Vall de Bianya.